# Abadía de Santa María de Arles

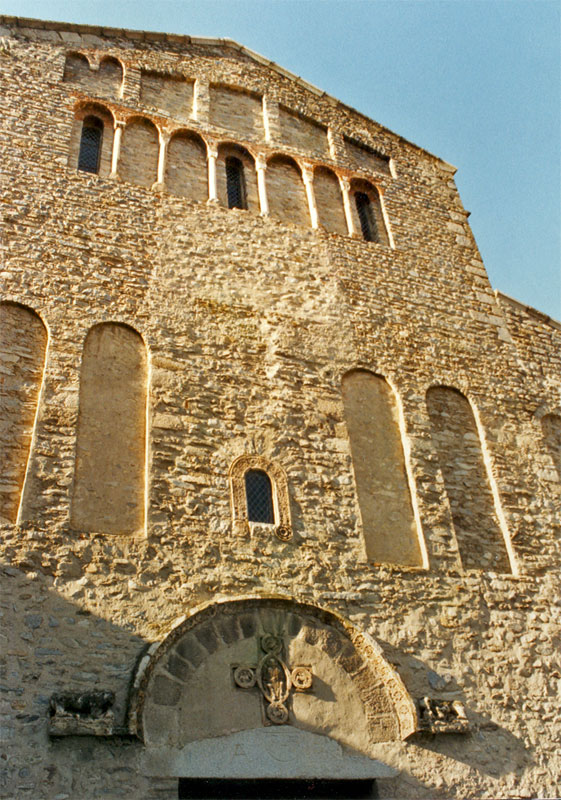
Monasterio de Santa María de Arles.

La abadía Santa María de Arles (del francés: Abbaye Sainte-Marie d'Arles-sur-Tech) es una antigua abadía benedictina que se encuentra en la localidad francesa de Arles-sur-Tech en el Vallespir.

## Historia
El cenobio original se levantó en el 785 por Castellà, un monje que había llegado huyendo de las zonas ocupadas por los sarracenos. La ubicación elegida fueron unos antiguos baños romanos. El monasterio recibió el nombre de Santa María del Vallespir. Fue objeto de numerosos preceptos reales; Luis el Piadoso en 820 y Carlomagno en 811, garantizaron la inmunidad del cenobio a la vez que le concedían diversas tierras. En 858 la abadía sufrió un ataque por parte de piratas, probablemente normandos o sarracenos. El asalto y posterior saqueo duró tres días y fueron asesinados varios de los monjes.
En los inicios del siglo X, la comunidad de Santa María se trasladó a un nuevo emplazamiento, situado en el centro del valle, lugar que ocupa el edificio actual. Fue a partir de entonces cuando los condados de Besalú y de Cerdaña tomaron el cenobio bajo su protección.
Los enfrentamientos entre los señores vecinos provocaron que a mediados del siglo XI el monasterio entrara en un periodo de crisis. La autoridad condal perdía fuerza en favor de la de los señores feudales. Por ello, el monasterio buscó nuevos protectores, como Guifred, arzobispo de Narbona o Arnau de Llers. Bernat II, conde de Besalú, compró en 1078 a estos nuevos protectores los derechos que tenían sobre el monasterio y lo unió con el cenobio de Moissac, filial de Cluny. La dependencia de Mossaic duró cuatro siglos durante los cuales Santa María aumentó sus posesiones y consolidó su prestigio.
La iglesia del monasterio también fue reformada durante este periodo. Entre los abades reformadores destaca Ramon Bach (1261-1303) quien se encargó de construir la enfermería, el claustro y el palacio abacial y el altar dedicado a san Benito. Además, aumento en dos el número de monjes de la comunidad.
A principios del siglo XIV, coincidiendo con un periodo de despoblamiento, el monasterio empezó a decaer. A finales de ese mismo siglo la comunidad era de 20 monjes, muy inferior a la que tenía un siglo antes. Desde 1592 y hasta 1734 quedó unido al monasterio de Sant Andreu de Sureda. Durante la Revolución francesa el cenobio fue secularizado y su iglesia quedó convertida en el templo parroquial de la villa de Arles-sur-Tech.

## Edificio

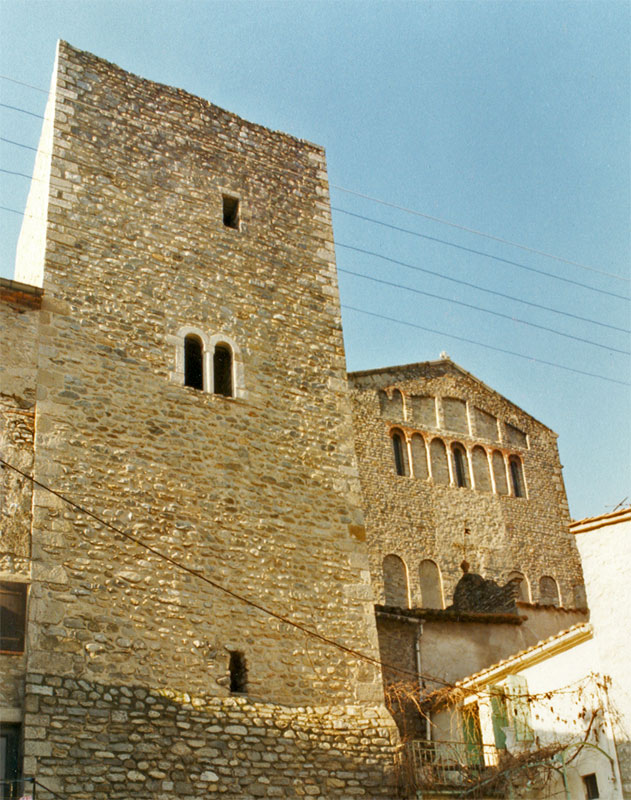
Fachada con la torre de defensa.

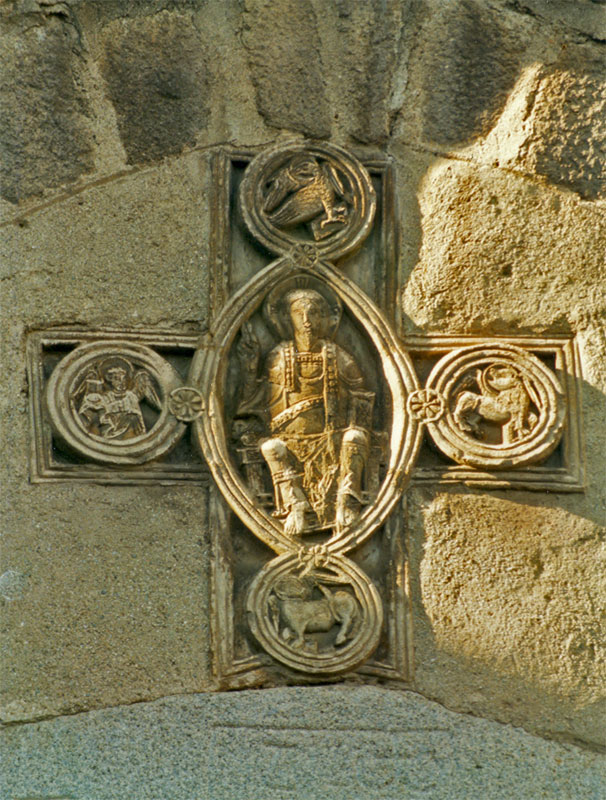
Detalle del pantocrátor de la puerta de entrada.

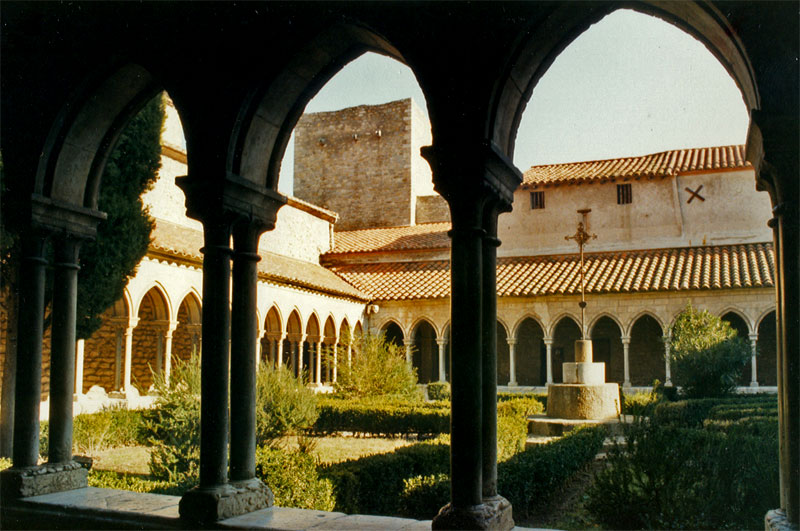
Claustro del monasterio.

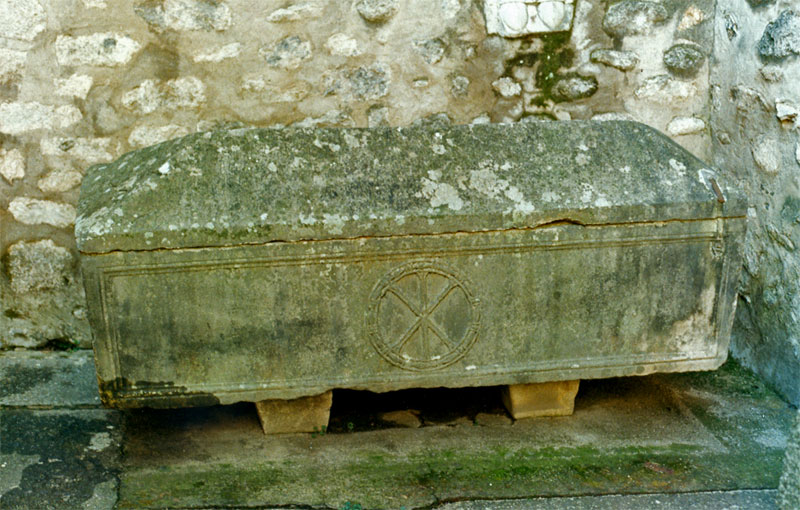
La "Santa tumba.

La actual iglesia de Santa María está orientada hacia poniente, algo poco habitual en las iglesias del románico; se cree que esta orientación se debe a una primitiva estructura que se preservó durante las obras realizadas en el siglo XI. El templo fue consagrado en dos ocasiones, 1141 y 1157, y pueden distinguirse dos etapas de construcción correspondientes a estas fechas.
A la primera etapa corresponden tanto la planta de basílica como los tres ábsides que se encuentran orientados hacia la zona de poniente. Aquí pueden verse ciertos elementos típicos del primitivo arte románico como son las arcadas del ábside principal o las que presenta la fachada de levante, que tienen una galería con capiteles esculpidos. Dentro del muro de esta fachada se vaciaron otros tres ábsides cubiertos con bóveda de media esfera. El ábside central está dedicado a san Miguel y se encuentra elevado por encima de la portalada de acceso. La iglesia original estaba cubierta con armazones de vigas.
Al periodo de 1157 pertenecen la bóveda de las tres naves, así como las pinturas presentes en la cabecera. También es de este periodo la capilla dedicada a San Miguel. En ella pueden verse aún pinturas de muy buena calidad con un Pantocrátor, figuras de arcángeles y de los tetramorfos así como algunas inscripciones. Las pinturas estuvieron cubiertas por el órgano hasta 1953 cuando se recuperaron durante una restauración.
La cabecera occidental del templo está enmarcada por dos campanarios románicos de planta cuadrada. En la zona de levante se encontraba un nártex que precedía a la entrada y que ha desaparecido por completo. Solo pueden verse los antiguos encajes en la fachada.
La portalada tiene dintel de granito y se descarga en un arco de medio punto. El arco cuenta con una arquivolta que está decorada con palmas cortadas al bisel. Esta arquivolta está rematada por la figura de dos monstruos en actitud amenazadora. En el centro del tímpano se encuentra incrustada una cruz griega que está esculpida en un relieve muy bajo. En el centro se encuentra el Pantocrátor mientras que en los brazos de la cruz, enmarcados en unos círculos, están los símbolos de los cuatro tetramorfos. Este relieve, del siglo XI e inspirado en temas bizantinos, recuerda a los de Sant Genís y a los de Sant Andreu de Sureda.
El claustro fue el primero de todos los claustros góticos del Rosellón. Fue construido por el abad Ramon Desbac a finales del siglo XIII; es de mármol procedente de Céret mientras que las columnas se construyeron con piedra traída desde Gerona. Tiene forma de cuadrilátero irregular y únicamente tiene pilares en sus ángulos. Una serie de arcos ojivales descasan sobre dobles columnas. Los capiteles tienen una decoración muy austera.
En la iglesia se conservan diversos monumentos funerarios, como el de Guillem Gaulcelm, fallecido en 1211. Se trata de una escultura yacente, atribuida a Ramón de Bianya. La tumba de Gaulcem se encuentra sobre un sarcófago de mármol blanco del siglo V. Conocido como la Santa Tumba, según una leyenda, el sarcófago guardó durante un tiempo los cuerpos de san Senén y de san Abdón. Las reliquias de estos santos llegaron hasta santa María gracias a las gestiones que realizó el abad Arnulf. Los fieles atribuyen propiedades milagrosas al agua que brota debajo de esta tumba.
Hay dos bustos de estos dos santos realizados en plata por el maestro de Perpiñán Miquel Alerigues entre 1425 y 1440. Se encuentran dentro de un retablo barroco de 1646. Este retablo, obra de Llàtzer Tramulles, tiene una doce de plafones en los que aparecen representadas diversas escenas de la vida de los santos Senén y Abdón. También se conserva el retablo conocido como del Roser del siglo XVII y otro más, también barroco, del siglo XVIII dedicado a san Pedro. Conserva también una pila bautismal del siglo XII realizada en mármol
Véase también:
- Arte románico de Cataluña
- Llàtzer Tramulles